# Phantom Blue
Phantom Blue – amerykański zespół heavymetalowy powstały w Hollywood w 1987 roku.
Założycielkami grupy były gitarzystki Michelle Meldrum, Nicole Couch i perkusistka Linda McDonald. Do trio wkrótce dołączyły wokalistka Gigi Hangach i basistka Kim Nielsen. Zespołem zainteresował się producent Mikey Varney z wytwórni Shrapnel Records, z którym wkrótce Phantom Blue podpisał kontrakt. W 1989 pojawił się pierwszy longplay zespołu, Phantom Blue, utrzymany w stylistyce glam metalowej. Nie uzyskał on jednak przewidywanej popularności. Kolejny krążek grupy również nie odniósł sukcesu i Phantom Blue postanowiły zawiesić działalność.

## Dyskografia
- Phantom Blue (1989)
- My Misery (promo, 1993)
- Built to Perform (1993)
- Prime Cuts & Glazed Donuts (1995)
- Caught Live (1997)
- Full Blown (1998, EP)

## Składzespołu
| Pierwszyskład (1987)    | - GigiHangach–Wokal - MichelleMeldrum–Gitara - NicoleCouch–Gitara - DebraArmstrong–GitaraBasowa - LindaMcDonald–Perkusja                 |
| Drugiskład (1988-1993)  | - GigiHangach–Wokal - MichelleMeldrum–Gitara - NicoleCouch–Gitara - KimNielsen–GitaraBasowa - LindaMcDonald–Perkusja                     |
| Trzeciskład (1993-1994) | - GigiHangach–Wokal - MichelleMeldrum–Gitara - KarenKreutzer–Gitara - KimNielsen–GitaraBasowa - LindaMcDonald–Perkusja                   |
| (1994-1996)             | - GigiHangach–Wokal - MichelleMeldrum–Gitara - KarenKreutzer–Gitara - RanaRoss–GitaraBasowa - LindaMcDonald–Perkusja                     |
| (1996-1997)             | - GigiHangach–Wokal - KarenKreutzer–Gitara - JosephineSoegijanty–Gitara - SamanthaJones–GitaraBasowa - LindaMcDonald–Perkusja            |
| (1997-1998)             | - GigiHangach–Wokal - TinaWood–Gitara - JosephineSoegijanty–Gitara - DynaShirasaki–GitaraBasowa - LindaMcDonald–Perkusja                 |
| (1998-2000)             | - LucienneThomas–Wokal - TinaWood–Gitara - JosephineSoegijanty–Gitara - MaryJoGodges–GitaraBasowa - LindaMcDonald–Perkusja               |
| (2001)                  | - JeannineSt.Clair-Wokal - SaraMarsh-Gitara - JosephineSoegijanty-Gitara - AmyTung-GitaraBasowa - LindaMcDonald-Perkusja                 |
| od 2009                 | - GigiHangach–Wokal - TinaWood-Gitara - SaraMarsh–Gitara - CourtneyCox-Gitara - KimNielsen-Parsons–GitaraBasowa - LindaMcDonald–Perkusja |